# Tevfik Kiş
Tevfik Kış (Çorum, 1934. augusztus 10. – Ankara, 2019. szeptember 4.) olimpiai bajnok török birkózó.

## Pályafutása
Az 1960-as római olimpián aranyérmet szerzett. 1962 és 1966 között két világbajnoki arany- és egy ezüstérmet szerzett. Az 1966-os esseni Európa-bajnokságon aranyérmes lett.

## Sikerei, díjai
- Olimpiai játékok – kötöttfogás, félnehézsúly, 87 kg
  - aranyérmes: 1960, Róma
- Világbajnokság – kötöttfogás, 87 kg
  - aranyérmes: 1962, 1963
  - ezüstérmes: 1966
- Európa-bajnokság – kötöttfogás, 87 kg
  - aranyérmes: 1966